# Bickendorf (Köln)

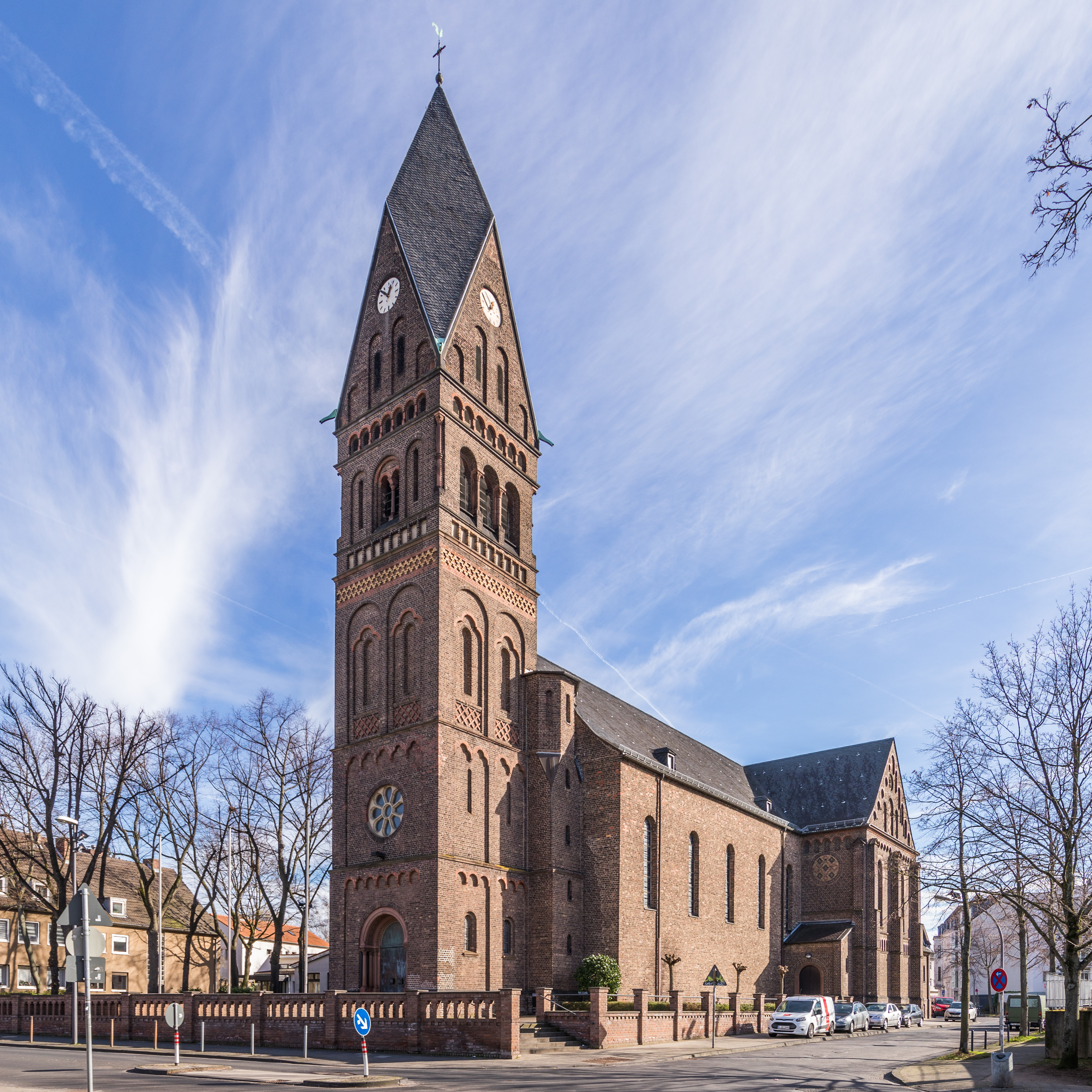
Rochuskirche in Bickendorf

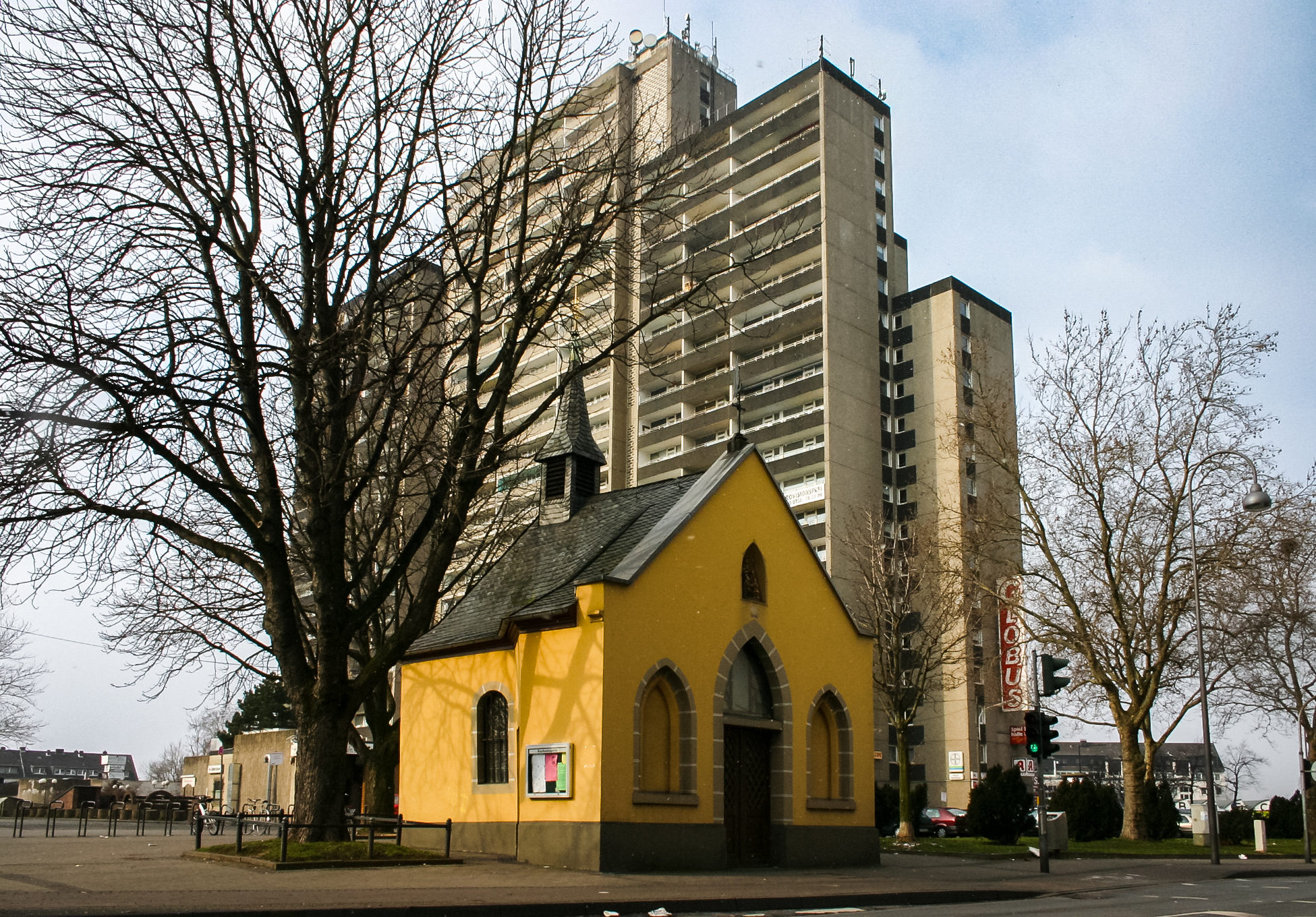
Bickendorf-Mitte, Rochuskapelle und Westcenter

Bickendorf ist ein Stadtteil im Nordwesten von Köln im Stadtbezirk Ehrenfeld. Der Name Bickendorf stammt vermutlich von dem fränkischen Wort beck für Mund, Ausspruch, Gerichtsurteil oder auch Gerichtsstätte. Der Stadtteil veränderte seinen dörflichen Charakter vor allem durch ausgedehnte Arbeitersiedlungen, die zu Beginn des 20. Jahrhunderts entstanden, und zum Stadtrand hin durch ein Gewerbegebiet.

## Lage
Der Stadtteil Bickendorf grenzt im Norden und Nordosten an Ossendorf, im Südosten und Süden an Ehrenfeld und im Westen an Vogelsang.

## Geschichte

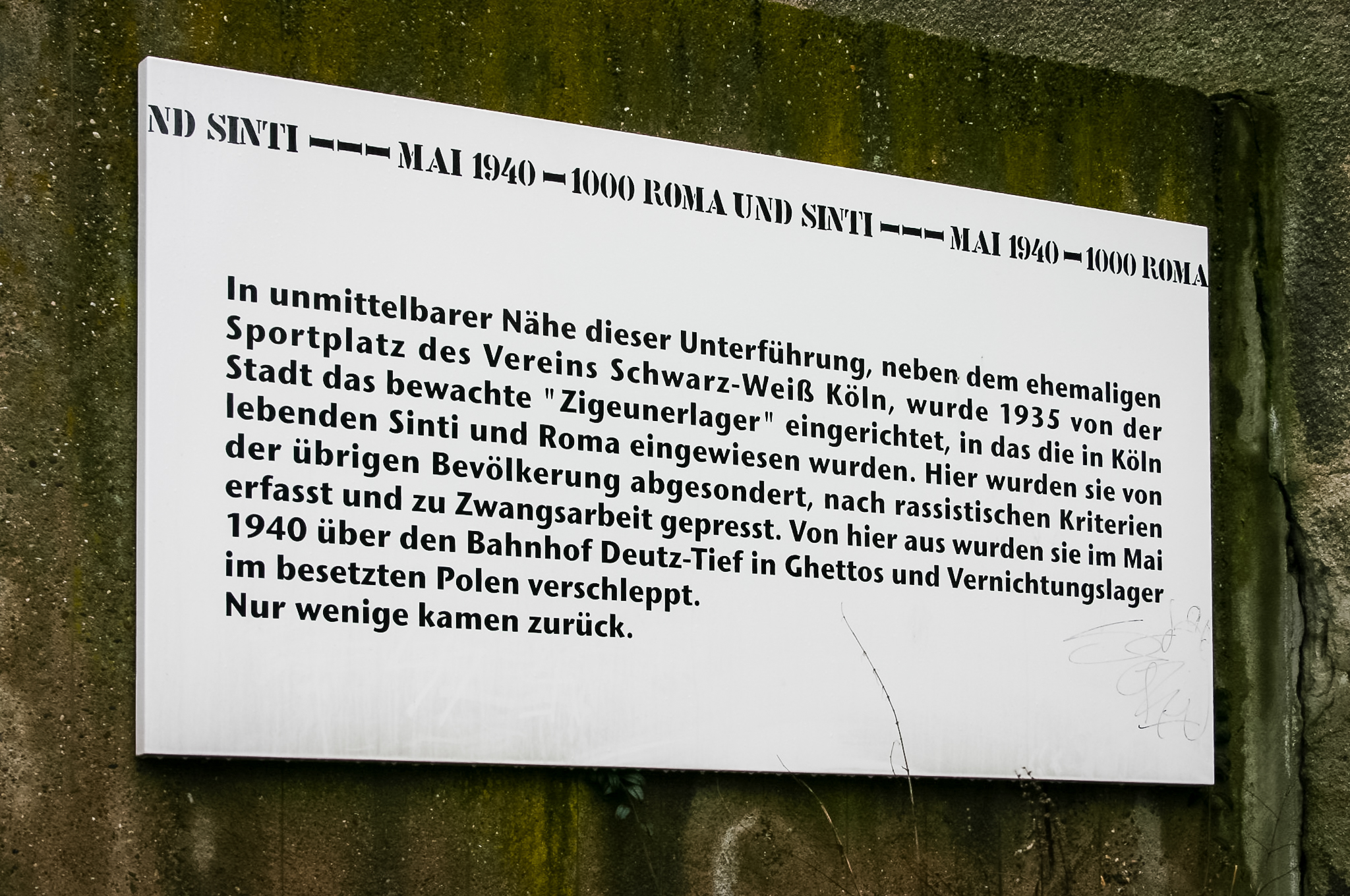
Gedenktafel an der Venloer Straße für das Kölner „Zigeunerlager“

Das Gebiet des heutigen Stadtteils Bickendorf war bereits von den germanischen Ubiern einige Jahrzehnte vor unserer Zeitrechnung besiedelt, wie archäologische Funde belegen. Man vermutet, dass sich später auf oder in der Nähe der Siedlungen auf dem Gebiet von Bickendorf und dem benachbarten Ossendorf ein römischer Gutshof befand.
Als sicher gilt, dass sich sehr früh – ab dem 13. Jahrhundert – Klostergüter in Bickendorf befanden. Diese gelten als die eigentlichen Anfänge von Bickendorf und Ossendorf.
Über die Jahrhunderte blieb Bickendorf ein Bauerndorf mit einigen Hundert Einwohnern, das kirchlich zur Pfarrei St. Bartholomäus auf dem Mechternhof gehörte, einem der drei Güter auf dem Terrain des späteren Ehrenfelds. Verwaltungstechnisch gehörte Bickendorf zur Erbvogtei Köln und zum Gerichtsbezirk Gereonis. Die inschriftlich datierte Hofgutkapelle zu Ehren des Schutzheiligen gegen die Pest, St. Rochus, wurde 1733 erbaut. Zwischen 1836 und 1847 wurde sie als Pfarrkirche genutzt und nach einer Teilzerstörung 1842 verkürzt wieder aufgebaut und 1925 restauriert. Sie befindet sich an der heutigen Venloer Straße. Obwohl zur Mechternkirche gehörig, besuchten die Bickendorfer die von Franziskanern abgehaltene Frühmesse in der Rochuskapelle.
Seit 1838 begann man mit der Planung einer eigenen Kirche – St. Rochus – die am 12. August 1849 fertiggestellt wurde. Die Mechternkirche war im Rahmen der französischen Besatzung und der damit einhergehenden Säkularisation 1802 abgerissen worden. Die kirchliche Einsegnung der Rochuskirche fand jedoch erst 20 Jahre später am 9. Oktober 1869 durch Weihbischof Baudri statt.
Als 1843 Ehrenfeld gegründet wurde, hatte Bickendorf 345 Einwohner und gehörte wie ganz Ehrenfeld zur Bürgermeisterei Müngersdorf; ein Wachstum setzte recht schlagartig um 1915 ein, als die Gemeinnützige Aktiengesellschaft für Wohnungsbau (GAG) 578 Arbeiterwohnungen in Bickendorf plante. In einem Architekturwettbewerb gewann eine Architektengruppe mit Wilhelm Riphahn und einem Entwurf unter dem kölschen Motto „Lich, Luff und Bäumcher“ (Licht, Luft und Bäumchen). Es entstanden überwiegend Einfamilienhäuser, die zu Beginn vor allem von kinderreichen Familien bezogen wurden. Ergänzt wurden diese Bauten ab 1920 durch zahlreiche Ein- und Mehrfamilienhäuser, welche die Wohnungsbaugenossenschaft Kölner Gartensiedlung wieder mit Riphahn errichtete.
1935 errichtete die Stadt Köln auf dem Gelände des Sportvereins Schwarz-Weiß das „Zigeunerlager Köln-Bickendorf“, in dem von den Nationalsozialisten als „Zigeuner“ bezeichnete Menschen in Barackensiedlungen unter Aufsicht zwangsangesiedelt wurden, um sie vom Wanderleben abzuhalten. 1937 lebten dort etwa 500 Menschen. Nachdem 1938 zunächst arbeitslose Insassen des Lagers in das KZ Sachsenhausen gebracht wurden, löste man das Lager am 16. Mai 1940 vollständig auf und transportierte die Bewohner in das Sammellager in Köln-Deutz, von wo aus sie fünf Tage später nach Ostpolen deportiert wurden. Nach dem Krieg entstand auf dem Gelände erneut ein Wohnwagenlager. 1958 schuf die Stadt in Köln-Roggendorf Wohnraum für die Bewohner. Der Künstler Gunter Demnig zog 1990 eine Schriftspur – MAI 1940 – 1000 ROMA UND SINTI – von dem Gelände in Bickendorf durch das Stadtzentrum bis zur Deutzer Messe. Im März 2001 wurde an der Kreuzung Venloer Straße/Mathias-Brüggen-Straße zusätzlich eine Gedenktafel errichtet, die an das Bickendorfer „Zigeunerlager“ erinnert.
Während des Zweiten Weltkriegs wurde die Kirche St. Rochus durch mehrere Bombenangriffe 1942 und 1944 vollständig zerstört. Nach dem Krieg begann der Wiederaufbau und 1949 wurde die neue Kirche am gleichen Ort eingeweiht.

## Bevölkerungsstatistik
Struktur der Bevölkerung von Köln-Bickendorf (2021):
- Durchschnittsalter der Bevölkerung: 41,5 Jahre (Kölner Durchschnitt: 41,4 Jahre)
- Ausländeranteil: 22,5 % (Kölner Durchschnitt: 19,3 %)
- Arbeitslosenquote: 11,1 % (Kölner Durchschnitt: 8,6 %)

## Architektur

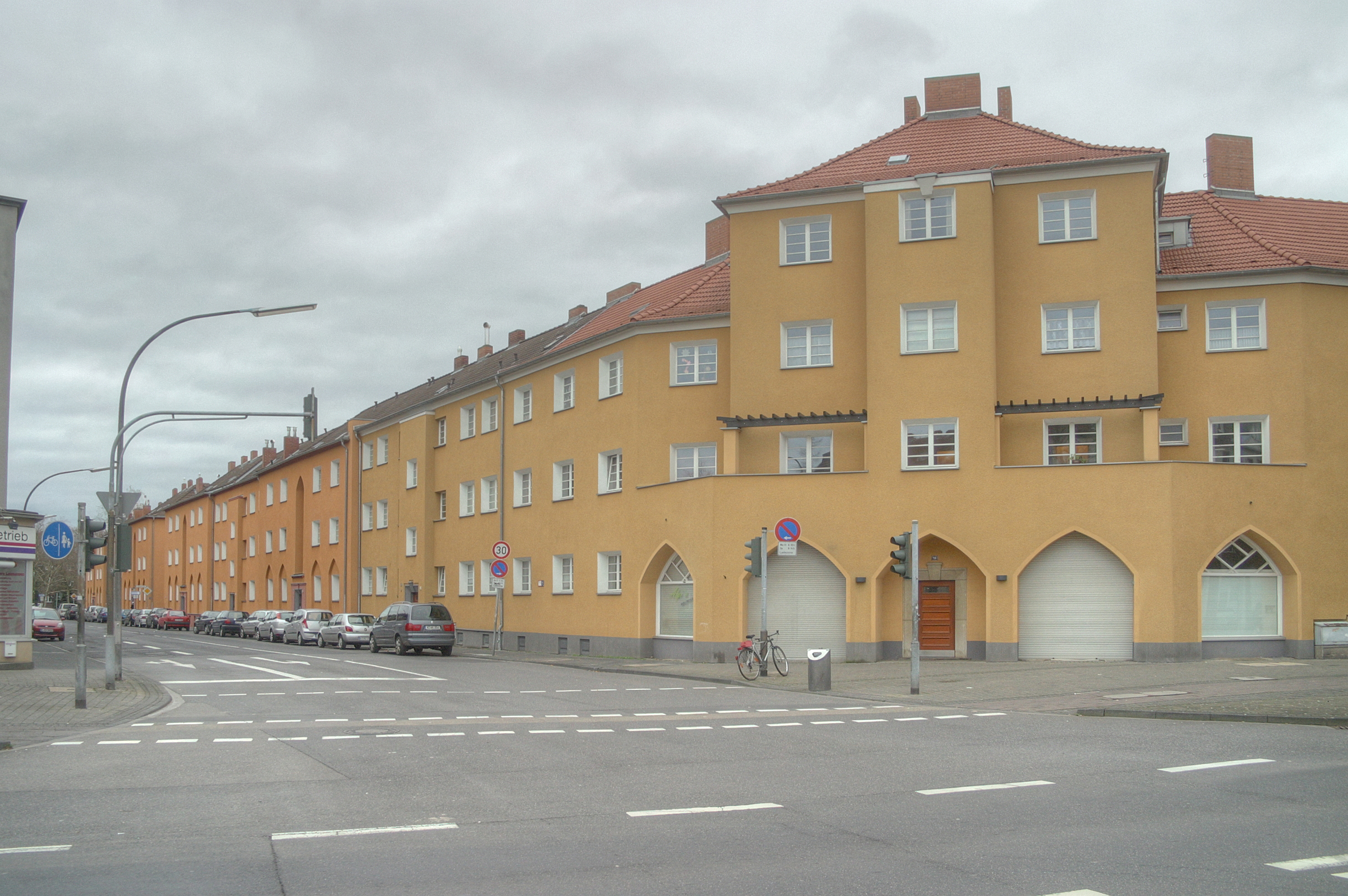
Bauten der Rosenhof-Siedlung, Akazienweg Ecke Venloer Straße

Ab 1923 entstand unter der Bezeichnung „Bickendorf II“ die so genannte Rosenhof-Siedlung im Stil der Neuen Sachlichkeit, entworfen durch die Architekten Caspar Maria Grod und Wilhelm Riphahn, die als „bemerkenswertes Beispiel für den Siedlungsbau der 1920er“ gilt. Die Siedlung mit ihrem Mittelpunkt, der katholischen Kirche St. Dreikönigen, ist etwas urbaner und repräsentativer als die früher gebaute, eher ländliche GAG-Siedlung Bickendorf I. Seit 1996 steht sie als Ensemble mit der Nummer 8024 unter Denkmalschutz.
Ca. 1927 schufen die Architekten für befreundete Künstler drei Malerateliers im Dachgeschoss der Siedlungsbauten sowie ein Bildhaueratelier in einem geplanten Durchgang am Akazienweg. Hier arbeiteten eine Reihe von bekannten Künstlern, u. a. die dadaistische Grafikerin Marta Hegemann und ihr Mann Anton Räderscheidt, Mitglied der Gruppe „Kölner Progressive“. Die Ateliers wurden bis in die Gegenwartszeit durchgehend genutzt und erst bei einer Sanierung 2012 aus Brandschutzgründen zurückgebaut.

## Ehemaliger Luftschiffhafen

Einbringung des Luftschiffes Z II in die Zeppelinhalle Köln-Bickendorf am 5. August 1909

Nachdem die Stadt Köln im Oktober 1785 Jean-Pierre Blanchard einen Ballonstart untersagt hatte, entfaltete Köln erste eigene aeronautische Aktivitäten erst im 20. Jahrhundert, als am 9. September 1906 der „Cölner Club für Luftschiffahrt e. V.“ gegründet wird. Er besteht noch heute unter dem Namen „Kölner Klub für Luftsport“. Dieser Club startete am 9. Februar 1907 erstmals mit einem Ballon von Köln-Deutz. Am 1. April 1909 ist Baubeginn für die „Reichs-Luftschiffhalle“ in Köln-Bickendorf zwischen Venloer Straße und Ossendorfer Weg. Es entsteht eine 152 Meter lange, 50 Meter breite und 30 Meter hohe Stahlkonstruktion (Hallenfläche 7600 m²), sie ist im Mai 1909 fertig und bot 3 Luftschiffen Platz. Die Luftschiffhalle lag in Köln-Bickendorf und nicht – wie oft behauptet wird – am Butzweilerhof in Köln-Ossendorf. Kaiser Wilhelm II. verleiht daraufhin im Juli 1909 der Stadt Köln den offiziellen Namen „Reichsluftschiffhafen Coeln“. Graf Ferdinand von Zeppelin landete am 5. August 1909 mit der „Z II“ in Köln-Bickendorf. Ab April 1910 wurde vom Luftschiffhafen Köln aus der Manöverbetrieb mit den Luftschiffen „Z II“, „M I“ und „P II“ aufgenommen. Anfang 1912 entstanden vier frei tragende Hangars von je 22 × 60 Metern. Die Gebäude wurden ab 1970 niedergelegt.

## Verkehr
Der Bahnhof Köln-Bickendorf ist ein Güterbahnhof an der Bahnstrecke Köln–Frechen.

## Persönlichkeiten
- Jerzy Gross (1929 – 2014), einer der Schindlerjuden, verbrachte seinen Lebensabend in Bickendorf. An seinem letzten Wohnort wurde eine Gedenktafel errichtet.